# Alcidion quadriguttatum
Alcidion quadriguttatum là một loài bọ cánh cứng trong họ Cerambycidae.